# Агибу Камара
Агибу Камара (на френски: Aguibou Camara) е гвинейски футболист, играещ като нападател за българския Лудогорец и националния отбор на Гвинея. Участник в Купата на африканските нации 2021 и в Купата на африканските нации 2023 където вкарва гола за отбора си срещу Гамбия при победата с 1:0.

## Успехи
Олимпиакос
- Гръцка суперлига
  -  Шампион (1): 2021/22

 Лудогорец
- Първа лига
  -  Шампион (1): 2024/25
- Купа на България
  -  Шампион (1): 2024/25